# Evianfreden
Evianfreden var en fred som slöts med ett fördrag den 18 mars 1962 i Évian-les-Bains mellan Frankrike och FLN (Front de Libération nationale), vilket markerade slutet på självständighetskriget i Algeriet. Eld upphör proklamerades den 19 mars.
Fredsfördraget innehöll överenskommelser om ömsesidigt utbyte mellan länderna. Frankrikes president general Charles de Gaulle tillförsäkrade Frankrike industriell och kommersiell överhöghet över Algeriet, i utbyte emot att Algeriet fick del av Frankrikes teknologiska kunskaper och ekonomiskt stöd. Algeriet förband sig även att överlåta flygplatser, mark och militära anordningar för franska behov. De europeiska bosättarna i Algeriet utlovades att få behålla sin äganderätt, religionsfrihet, och franska medborgarskap, med möjlighet att välja ett algeriskt medborgarskap inom tre år. Algerier tillförsäkrades fortsatt rätt att fritt bege sig till Frankrike för att arbeta, fastän deras politiska rättigheter inte var lika vittgående som fransmännens.
Den franska underjordiska organisationen Organisation de l'armée secrète motarbetade fredsfördraget med terrordåd och ett mordförsök på president de Gaulle.
Trots att civilbefolkningen av europeisk härkomst blev garanterad deras säkerhet, flydde omkring en halv miljon till Frankrike de närmast följande månaderna.
Vid en folkomröstning 1 juli 1962 godkände folket fredsavtalen, och Algeriets självständighet utropades den 3 juli.

## Delegationer
- Delegationen för Front de libération nationale (FLN) 
  - Krim Belkacem
  - Saad Dahlab
  - Ahmed Boumendjel
  - Ahmed Francis
  - Taïeb Boulahrouf
  - Mohammed Ben Yahia
  - Rehda Malek
  - Kaïd Ahmed
  - Commandant Mendjli

- Delegationen för Frankrike
  - Louis Joxe
  - Bernard Tricot
  - Roland Cadet
  - Yves Roland-Billecart
  - Claude Chayet
  - Bruno de Leusse
  - Vincent Labouret
  - Jean Simon (general)
  - Hubert de Seguins Pazzis
  - Robert Buron
  - Jean de Broglie